# 善峯寺
善峯寺（よしみねでら）は、京都市西京区にある善峰観音宗の本山の寺院。山号は西山。本尊は十一面千手観世音菩薩 2躯。西国三十三所第20番札所。桜や紅葉の名所になっているとともに境内各所から京都市街や比叡山を一望できる。
本尊真言：おん ばざら たらま きりく そわか
ご詠歌：野をもすぎ山路（やまじ）にむかふ雨の空　よしみねよりも晴るる夕立

## 歴史
寺に伝わる『善峯寺縁起絵巻』（江戸時代）等によれば、長元2年（1029年）に源信の弟子にあたる源算が47歳で当山に入り、小堂を建てて自作の千手観音像を本尊として祀ったのが当寺の創建であるという。その後、長元7年（1034年）には後一条天皇により勅願所に定められ、「良峯寺」の寺号を賜った。
長久3年（1042年）に後朱雀天皇の命で洛東鷲尾寺にあった仁弘法師作の千手観音像を当寺に遷して新たな本尊としている。また、白河天皇より本堂、阿弥陀堂、薬師堂、地蔵堂、三重塔、鐘楼、二王門、鎮守七社の堂社を寄進されている。
鎌倉時代初期の建久3年（1192年）には慈円が住したこともあり、後鳥羽天皇直筆の「善峯寺」の寺額を賜ったことによって寺号を善峯寺と改めている。証空が住職を勤めた後は、西山宮道覚法親王を始めとして青蓮院門跡より多くの法親王が入山したため「西山門跡」と呼ばれるようになった。
後嵯峨天皇や後深草天皇など皇室の崇敬をうけ、また後花園天皇の寄進によって伽藍整備がなされている。こうしたこともあって室町時代には僧坊の数は52を数えていた。
応仁の乱に巻き込まれて伽藍の大半が焼失してしまうが、江戸時代になってから江戸幕府第5代将軍徳川綱吉の生母・桂昌院が大檀那となって、現存する観音堂・鐘楼・護摩堂・薬師堂・経堂・鎮守社などが再建されて復興を遂げた。
境内の北側には隣接して三鈷寺がある。

## 本尊
秘仏本尊と脇本尊の2体の木造千手観音立像を安置する。秘仏本尊は木造漆箔、像高178.8センチ。平安時代後期から鎌倉時代初期の作とされる。寺伝では後朱雀天皇の命により洛東の鷲尾寺から移したもので、安居院（あぐい）仁弘法師の作という。開扉は現在毎月第2日曜および毎年正月三箇日に行われるほか、臨時に行われる特別開扉もある。今後寺の方針により2022年（令和4年）以降は秘仏とし、その後の開扉は開山から1,000年となる2028年まで行わない予定である。
脇本尊は像高174.5センチ。寺の創建と同じ11世紀前半頃の作とされ、像全体が黒ずんだ古色を呈する。寺伝では開山源算の作とする。京都洛西観音霊場の札所本尊でもある。

## 境内

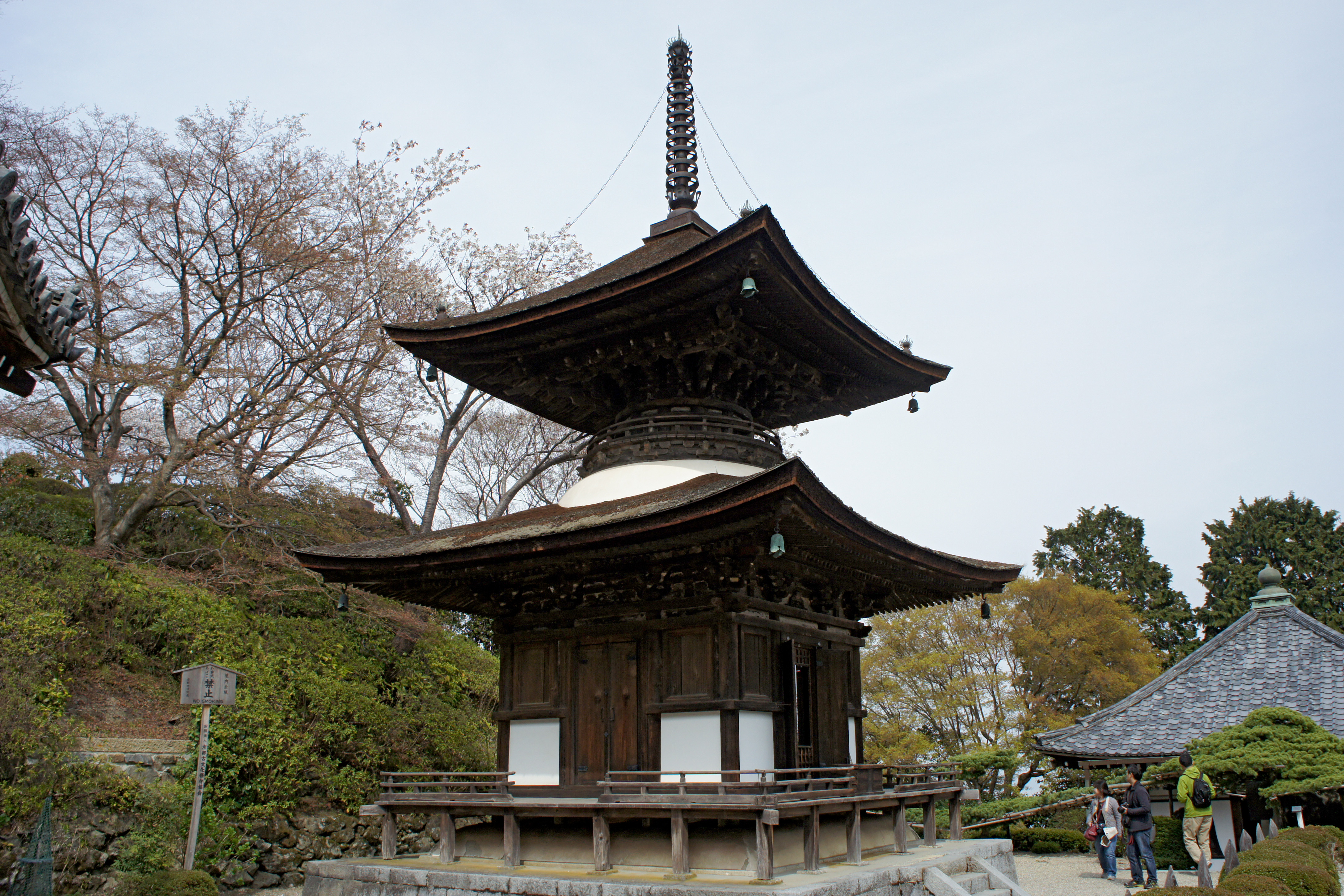
多宝塔（重要文化財）

境内は京都市域の西南端近く、釈迦岳（標高630.8m）の北東の支峰の善峯に位置し、山腹一帯に多くの堂宇が点在する。バス停留所から山道を、また駐車場から数分上ったところに山門が聳え、石段を上がった正面に本堂（標高305m辺り）があり、その左手（南）に文殊寺宝館がある。本堂右手の石段を上った一画には多宝塔などがある。そこから上ったところに釈迦堂、その上に阿弥陀堂があり、境内のもっとも奥には薬師堂、青蓮院宮墓地などがある。諸堂宇の大部分は江戸時代、桂昌院の援助で整備されたものである。
- 本堂（観音堂） - 元禄5年（1692年）桂昌院による建立。納経所。
- 納札所 - 元禄4年（1691年）桂昌院による建立。
- 大師堂
- 弘法大師像
- 休憩所 - 西国三十三所観音霊場のそれぞれの札所の本尊を模した33体の観音像を祀る。
- 寺宝館文殊堂 - 2000年（平成12年）建立。文化財の収蔵庫。
- 鐘楼 - 貞享3年（1686年）桂昌院による建立。梵鐘は徳川綱吉の厄年に寄進さたことから厄除けの鐘といわれる。
- 護摩堂 - 元禄5年（1692年）桂昌院による建立。本尊は五大明王。
- 遊龍の松（国指定天然記念物） - 全長37m。安政4年（1857年）前右大臣花山院家厚により「遊龍」と命名。樹齢600年以上。標石は、1893年（明治26年）陸軍中将鳥尾小弥太筆。
- 多宝塔（重要文化財） - 元和7年（1621年）に賢弘により再建。山内最古の建物。本尊は愛染明王。
- 経堂 - 宝永2年（1705年）桂昌院による建立。
- 桂昌院しだれ桜 - 桂昌院お手植え。樹齢300年以上。
- 宝篋印塔 - 慈円によって伝教大師筆の法華経が納められている。
- 桂昌院廟 - 宝永2年（1705年）建立。桂昌院の遺髪を納めている。
- 鎮守社
  - 十三仏堂 - 元禄5年（1692年）桂昌院による建立。
  - 弁財天堂 - 元禄5年（1692年）桂昌院による建立。
  - 毘沙門堂 - 元禄5年（1692年）桂昌院による建立。
  - 護法堂 - 元禄5年（1692年）桂昌院による建立。
- 開山堂 - 貞享2年（1685年）建立。源算の廟所。上人117歳の尊像を祀る。
- 幸福地蔵堂 - 懸造りの堂。
- 白山社
- 白山 桜あじさい苑
- 白山名水 - 寛徳2年（1042年）2月1日の夜に白山明神がここに現れた。
- 十三重石塔
- 北門
- 釈迦堂 - 1885年（明治18年）建立。
- 本坊
  - 庫裏 - 片岡鶴太郎作の襖絵「游鯉龍門圖」がある。
  - 庭園 - 七代目小川治兵衛の作。池泉鑑賞式庭園。
  - 表門
- 阿弥陀堂 - 寛文13年（1673年）建立。元禄6年（1693年）桂昌院によって改修。常行堂ともいう。
- 書院（瑞松庵）
- 稲荷社
- けいしょう殿 - 六角堂。1987年（昭和62年）花山法皇西国札所中興一千年を記念して建立。
- 薬師堂 - 元禄14年（1701年）桂昌院による建立。奥の院。1988年（昭和63年）に現在地に移転。
- 蓮華寿院旧跡庭園 - 源算が建立した蓮華寿院の跡地。
- 御陵青蓮院親王御陵 - 宮内庁の管理下にある。
  - 覚快法親王の墓 - 鳥羽天皇皇子。
  - 道覚法親王の墓 - 後鳥羽天皇皇子。
  - 慈道法親王の墓 - 亀山天皇皇子。
  - 尊円法親王の墓 - 伏見天皇皇子。
  - 尊道入道親王の墓 - 後伏見天皇皇子。
- 慈円和尚の墓
- 山門（仁王門） - 正徳6年（1716年）建立。三間一戸の楼門。楼上の文殊菩薩と脇侍二天は寺宝館に安置。
- 東門

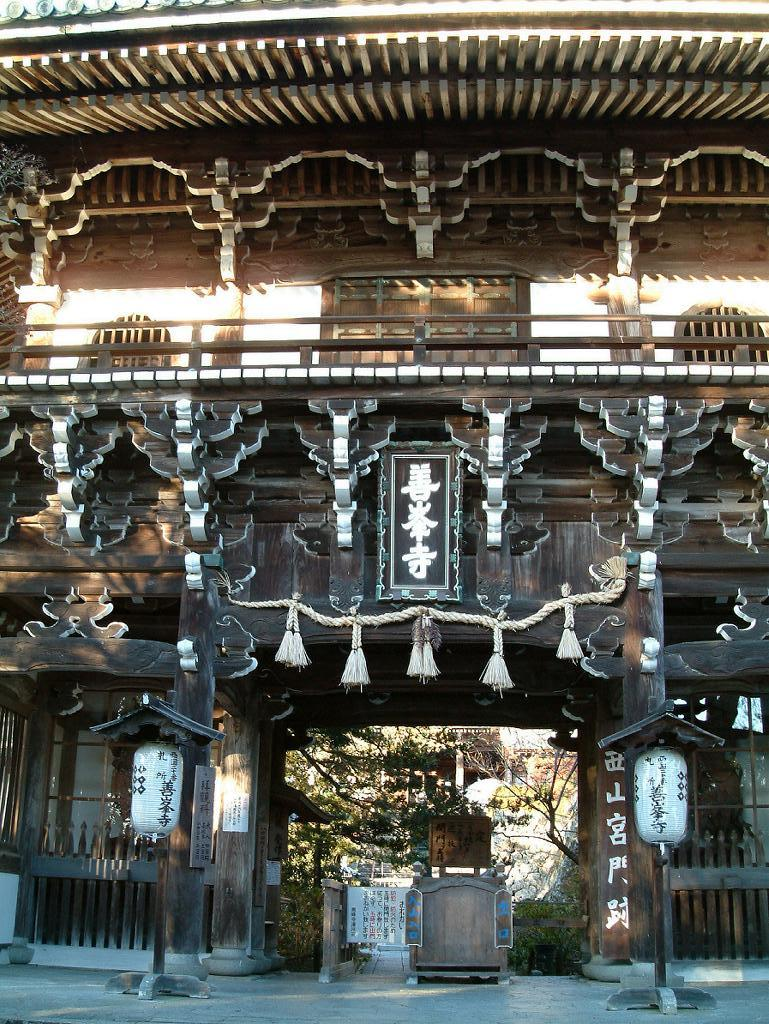
山門
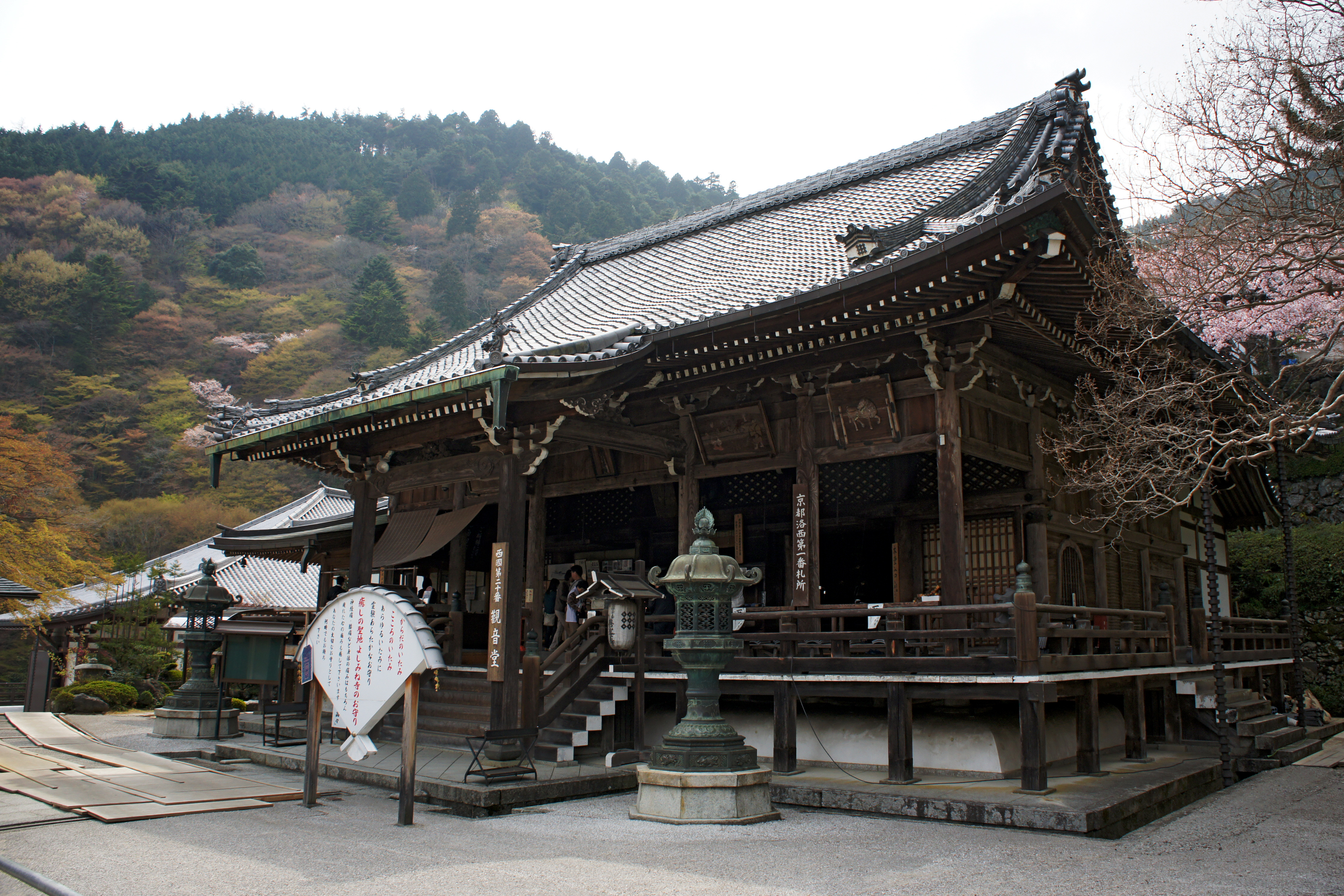
本堂（観音堂）
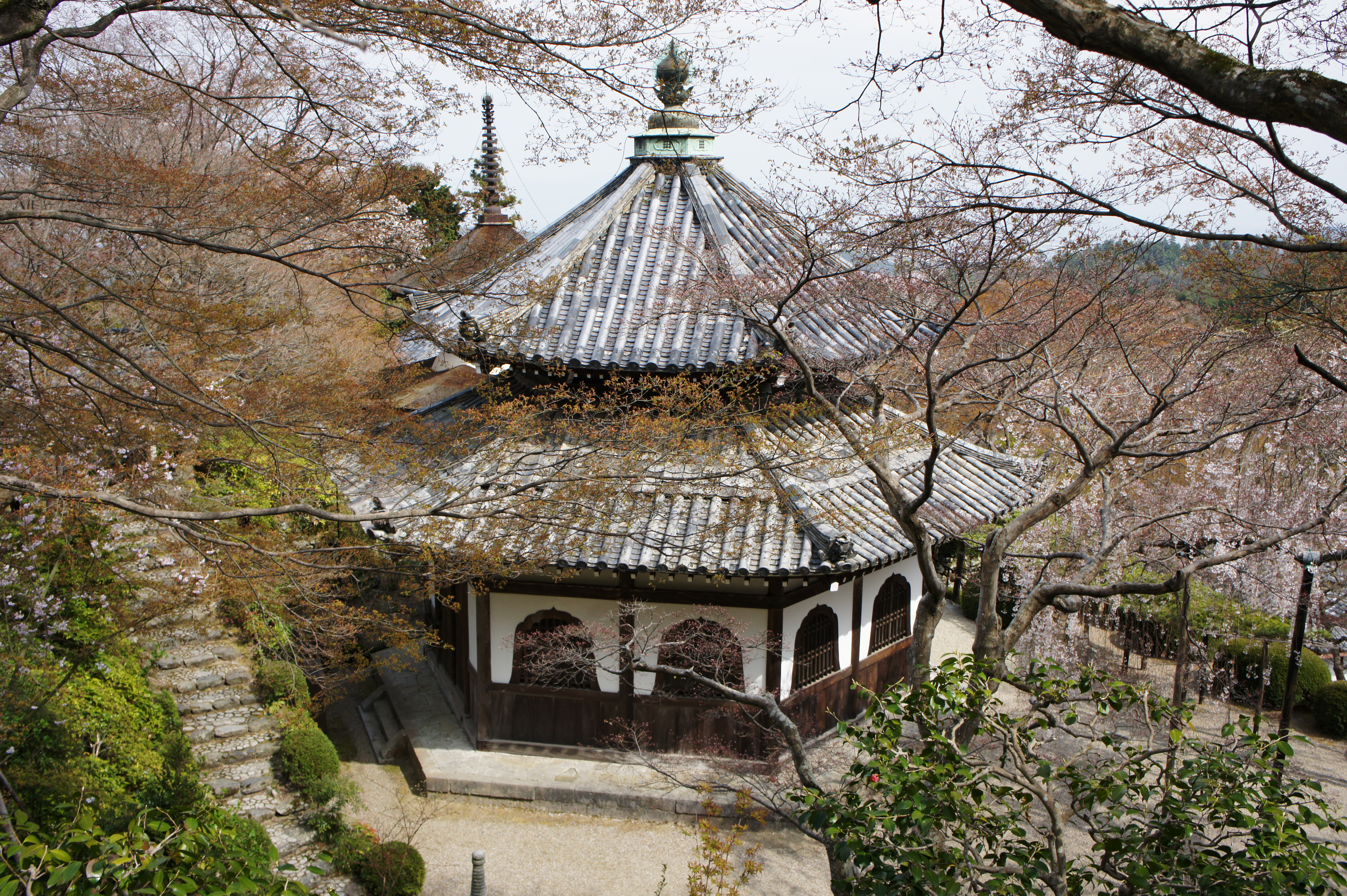
経堂
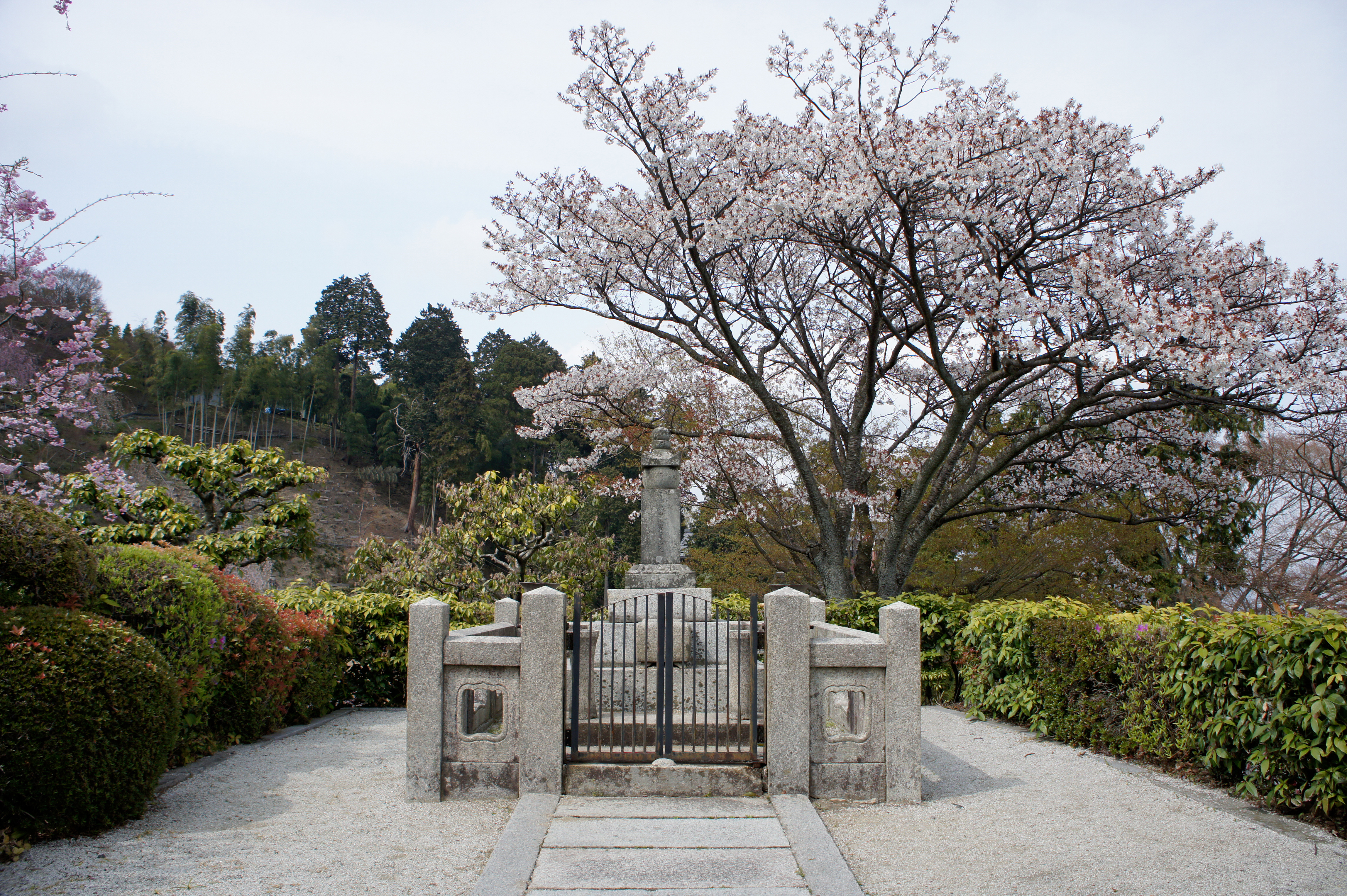
桂昌院廟
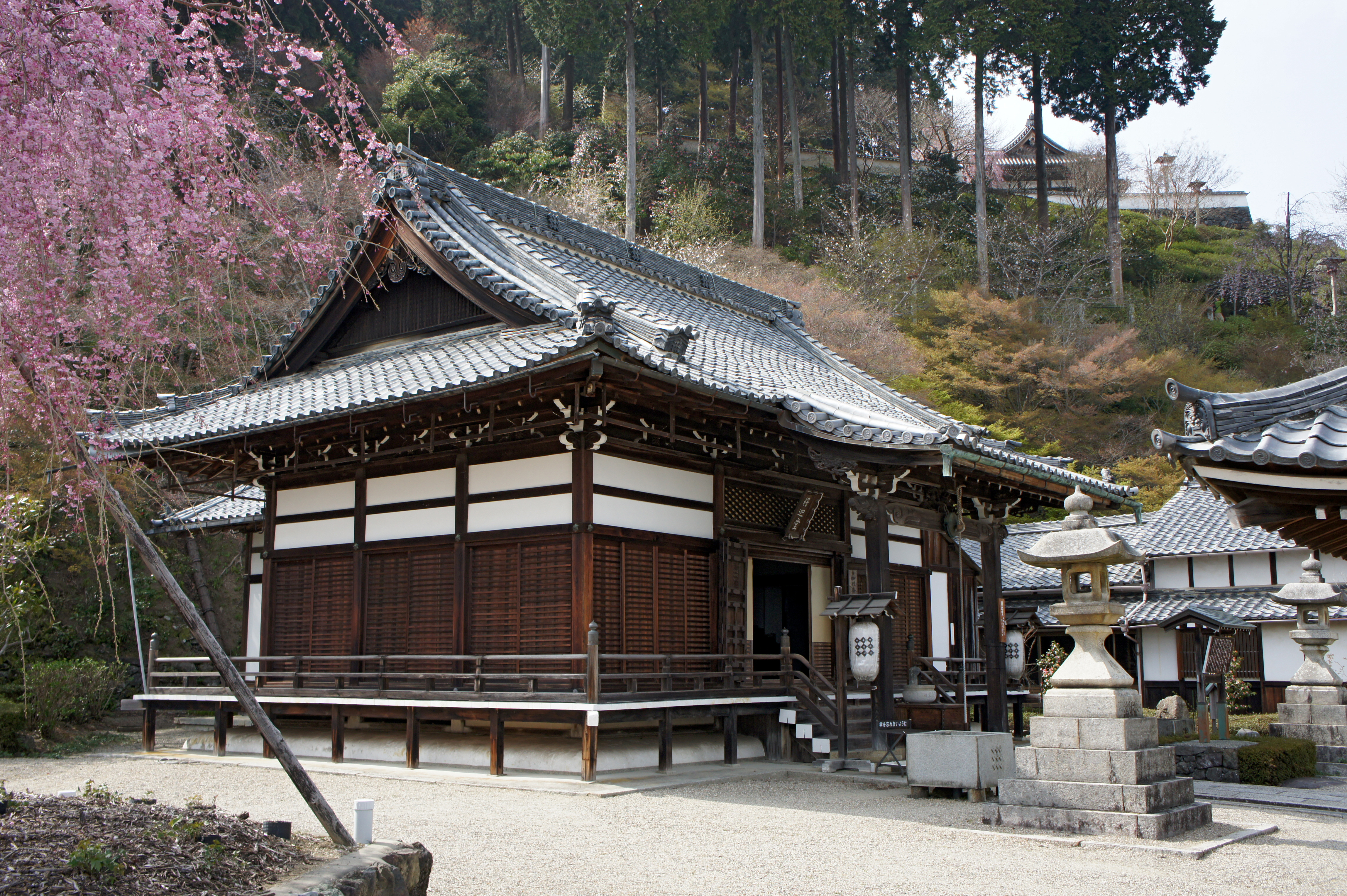
釈迦堂
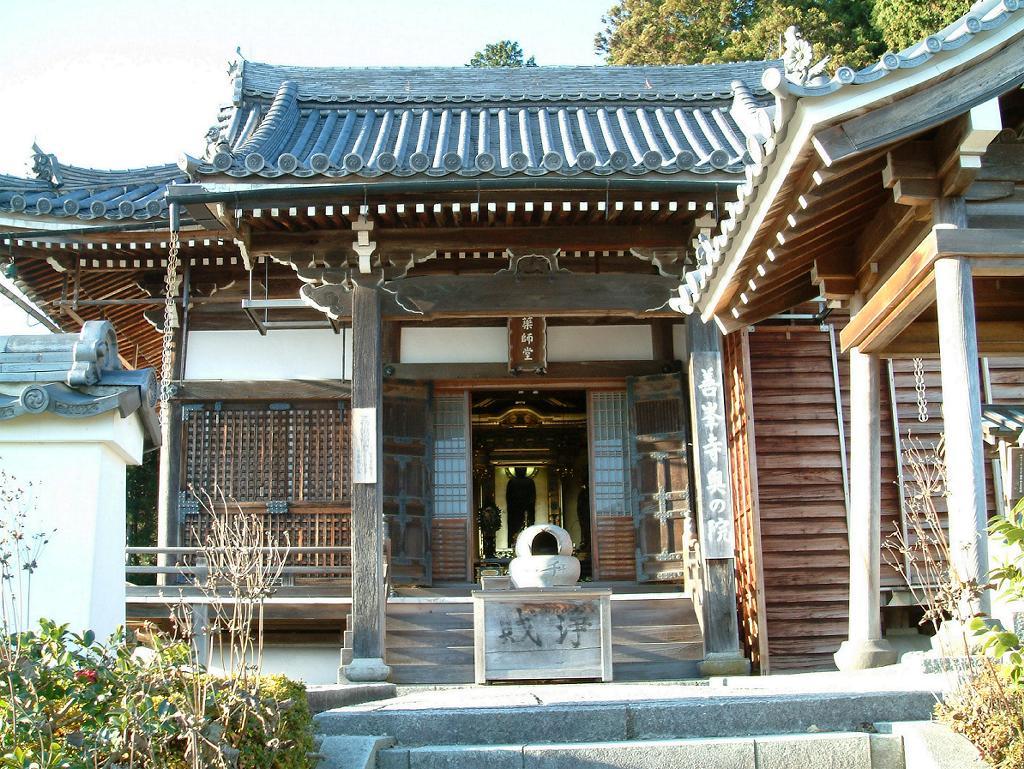
薬師堂
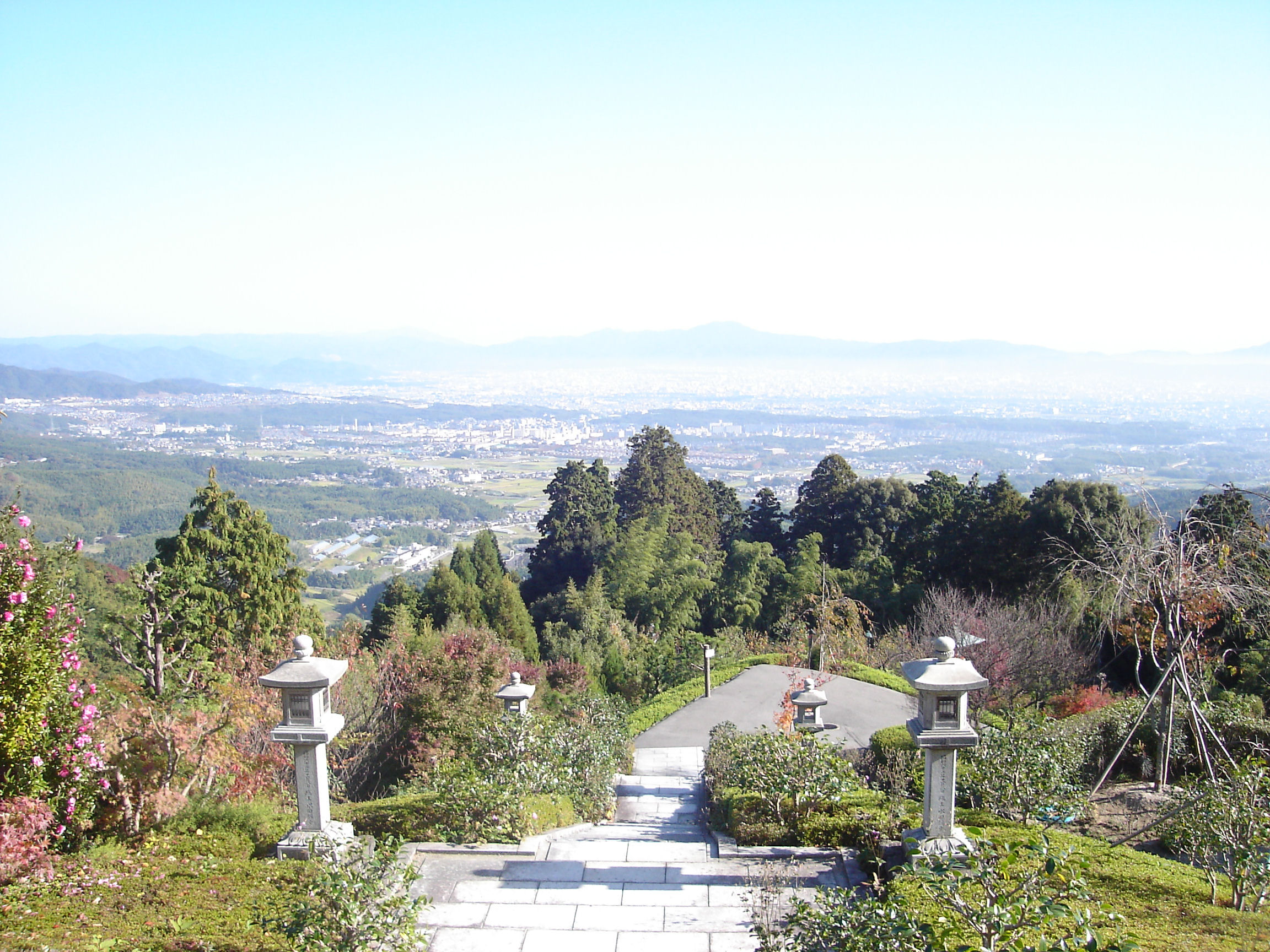
薬師堂から望む京都市街、比叡山

## 文化財

### 重要文化財
- 多宝塔 - 檜皮葺の三間多宝塔。1977年（昭和52年）6月27日指定[4]。
- 絹本著色大元帥明王像

### 国の天然記念物

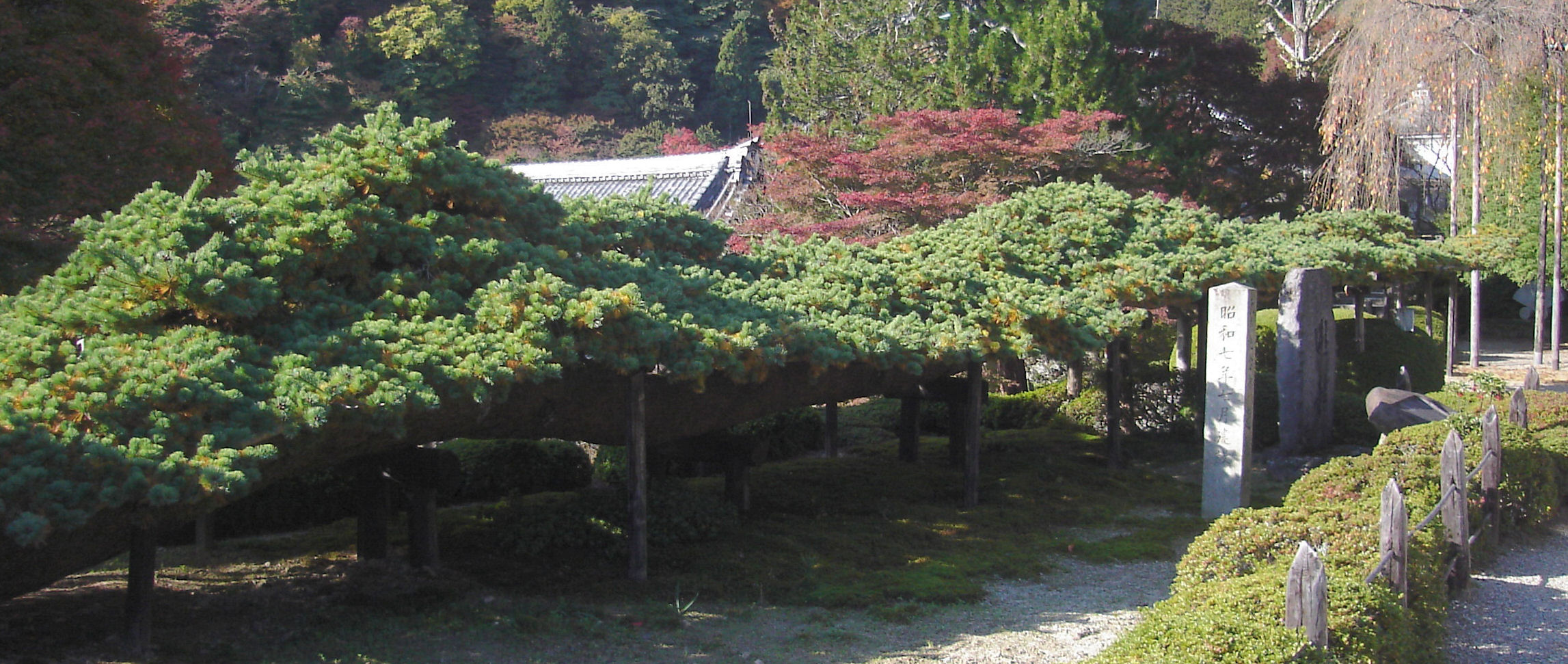
遊龍の松

- 遊龍の松 - 1932年（昭和7年）4月19日指定[5]。樹齢約600年の五葉松で、幹が横に這うように伸びていることからこの名が付けられた。全長50数メートルあったが、松食い虫の被害により1994年（平成6年）に10メートルあまり切断された[6]。

### 京都府指定有形文化財

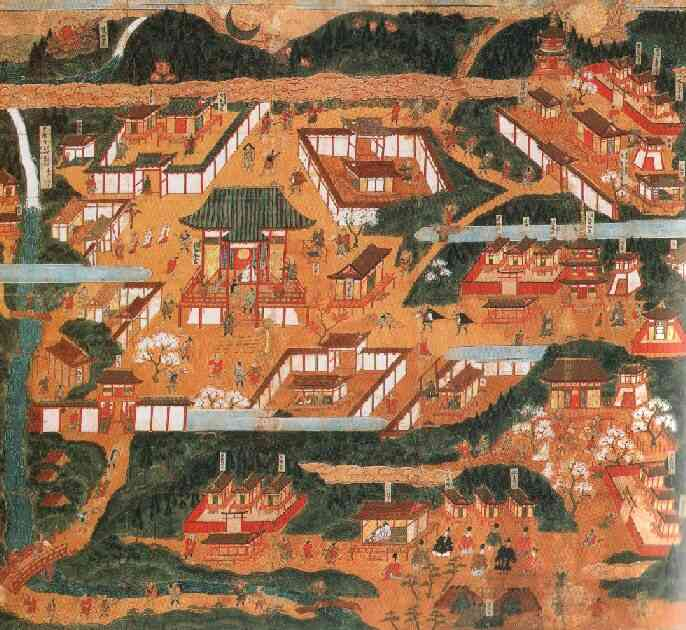
善峰寺参詣曼荼羅

- 善峰寺参詣曼荼羅 - 1996年（平成8年）3月15日指定[7]。
- 三鈷寺参詣曼荼羅 - 1996年（平成8年）3月15日指定[7]。
- 本堂[8]
- 薬師堂[8]
- 阿弥陀堂[8]
- 経堂[8]
- 開山堂[8]
- 護摩堂[8]
- 鐘楼[8]
- 山門[8]
- 鎮守堂[8]
- 宝篋印塔[8]

## 前後の札所
西国三十三所
19 革堂行願寺　-　20 善峯寺　-　21 穴太寺
京都洛西観音霊場
1 善峯寺　-　2 金蔵寺
神仏霊場巡拝の道
84 東寺（教王護國寺）　-　85 善峯寺　-　86 大原野神社

## 所在地
- 京都府京都市西京区大原野小塩町1372

## アクセス
- 西日本旅客鉄道東海道本線（JR京都線） 向日町駅から、阪急バス66系統善峯寺行きで終点善峯寺下車、徒歩約8分。
- 阪急電鉄京都本線 東向日駅から、阪急バス66系統善峯寺行きで終点善峯寺下車、徒歩約8分。

1月6日から2月末日の間は善峯寺行バスは手前の小塩止まりとなる。2025年5月31日の運行をもって66系統は廃止となり、最も近い停留所は小塩よりさらに手前の灰方となる。
参拝者向け駐車場がある（有料）。徒歩の場合は向日町駅から7.2km、東向日駅から6.8km、長岡天神駅から6.8kmで約2時間弱となる。

## 入山料
- 大人 500円
- 中高生 300円
- 小中学生 200円
  - 最初に北側に隣接する三鈷寺に行き、次に善峯寺に入る場合は、インターフォンを使い、拝観料を釣り銭の無いよう用意して監視カメラに呈示したあと拝観料入れに入れれば、回転ドアを遠隔解錠してもらって入場できるが、パンフレット類をもらうことができない。
  - なお、最初に山門で拝観料を払ったあと、北門を出て三鈷寺に行き、再び北門から善峯寺に入場する場合はインターフォンを使って連絡して回転ドアを遠隔解錠してもらう必要があるが、再入場は可能である。その際は善峯寺の入口でもらったパンフレットを監視カメラに呈示する必要がある。

## 周辺
- 三鈷寺
- 十輪寺
- 大原野神社
- 勝持寺
- 正法寺